# Željezni križ
Željezni križ (njemački: Eisernes Kreuz) je bio vojno odlikovanje nekadašnje Pruske, a kasnije njemačko odlikovanje. Osnovano je od pruskoga kralja Fridrika Vilima III., a prvo dodjeljivanje dogodilo se 10. ožujka 1813. u Breslauu (sada Wrocław, Poljska). Željezni križ dodjeljivan je tijekom Napoleonskih ratova, Francusko-pruskog rata, Prvog svjetskog rata i Drugog svjetskog rata. Poslije Drugog svjetskog rata, Željezni križ je zamijenjen Saveznim križem za zasluge (njem. Bundesverdienstkreuz), koji je ujedno najveće vojno i civilno odlikovanje Njemačke te se dodjeljuje kao inačica za vojne ili civilne zasluge.
Željezni križ je bio vojno odlikovanje, dodjeljivano je i civilima koji su bili u vojnim funkcijama. Kao primjer, civilni pilot Hanna Reitsch je odlikovana Željeznim križem I. stupnja tijekom Drugog svjetskog rata za hrabrost kao pokusni pilot i bila je jedna od dvije žena koje su odlikovane Željeznim križem.

## Dizajniranje
Željezni križ dizajnirao je neoklasični dizajner Karl Friedrich Schinkel, imao je sličnosti s Teutonskim križem iz 14. stoljeća, koji je bio znak Fridrika II. Velikog.
Ovaj križ bio je znak Teutonskih vitezova, a Željezni križ bio je i sada je simbol njemačkih oružanih snaga od 1870.
Vrpca odlikovanja iz 1813., 1870., i 1914. godine za Željezni križ (drugog stupnja) je bila crna s dvije bijele, tanke linije. Mirodobna verzija ovog odlikovanja imala je isti izgled medalje, ali boje na vrpci su obrnute.
Budući da je Željezni križ doticao mnogo dijelova njemačke povijesti, obilježavan je godinom u kojoj je bio izmijenjen. Na primjer, Željezni križ iz Prvog svjetskog rata nosi broj "1914", dok isto odlikovanje za vrijeme Drugog svjetskog rata nosi broj "1939". Godine koje se nalaze na dnu medalje su 1870., 1914., i 1939. godina.
Bilo je moguće i to da nositelj Željeznog križa iz 1914. godine budi odlikovan višim stupnjem Željeznog križa iz 1939. Bila je moguća dodjela i prvog i drugog stupnja. U takvim slučajevima Željezni križ iz 1939. mogao se zamijeniti Željeznim križem iz 1914. (Sličan način odlikovanja je zabilježen i 1914. ali rijetko, jer je bilo premalo nositelja Željeznog križa iz 1870. godine).

## Rana odlikovanja
Željezni križ osnovan je 10. ožujka 1813. godine u Breslauu i dodjeljivan je vojnicima tijekom oslobodilačkoga rata protiv Napoleona. Kralj Vilim I. dodijelio je prvo odlikovanje 19. srpnja 1870., tijekom Francusko-pruskog rata. Nositelji Željeznog križa iz 1870. godine, koji su još bili u službi, 1895. godine su dobili oznaku "25" na hrastovu lišću kao znak 25-ogodišnjeg nosanja odlikovanja. Željezni križ je preuredio Wilim II. 5. kolovoza 1914., na početku Prvog svjetskog rata. Tijekom ta tri razdoblja, Željezni križ je bio prusko odlikovanje, kasnije se usvaja kao odlikovanje Njemačke, tj. Njemačkog carstva.
Željezni križ iz 1813., 1870., i 1914. imao je tri stupnja:
- Željezni križ II. stupnja (njemački: Eisernes Kreuz 2. Klasse)
- Željezni križ I. stupnja (njemački: Eisernes Kreuz 1. Klasse)
- Veliki križ željeznog križa (njemački: Großkreuz des Eisernen Kreuzes ili kraće Großkreuz)

Medalje od sva tri stupnja su bile identične. Željezni križ I. stupnja nosio se na lijevoj strani uniforme. Veliki križ i Željezni križ II. stupnja su zamijenjeni različitom vrpcom.
Veliki križ bio je dodjeljivan generalima Njemačke vojske. Još veći stupanj, Veliki križ željeznog križa s Danicom, dodijeljen je samo dva puta, feldmaršalu Gebhard von Blücheru 1813. i feldmaršalu Paulu von Hindenburgu 1918. Treće odlikovanje planiralo se dodijeliti najuspješnijem generalu tijekom Drugog svjetskog rata, ali je otkazano zbog poraza 1945. godine.
Željezni križ I. i II. stupnja dodjeljivani su bez obzira na čin. Za dobivanje Željeznog križa I. stupnja, bilo je potrebno biti nositelj Željeznog križa II. stupnja (rijetko se odmah dodjeljivao Željezni križ I. stupnja). Ovo odlikovanje je bilo nasuprot ostalim odlikovanjima njemačkih država (a i drugih europskih monarhija), vojna odlikovanja su se dodjeljivala s obzirom na čin vojnika. Na primjer, bavarski časnici primali su Kraljevski vojni križ za zasluge (Militär-Verdienstorden), dok su nižepozicionirani vojnici primali Vojni križ za zasluge (Militär-Verdienstkreuz). Pruska je imala druga odlikovanja koja su dodjeljivana gledajući čin, bez obzira na to što je bilo određeno da se Željezni križ dodjeljuje bez obzira na čin, viši časnici i generali su uvijek nosili viši stupanj Željeznog križa, dok su niži časnici, dočasnici i vojnici nosali niže stupnjeve odlikovanja.
U Prvom svjetskom ratu, dodijeljena su četiri milijuna Željeznih križeva nižeg stupnja (II. stupanj), dok je podijeljeno 145 000 Željeznih križeva višeg stupnja (I. stupanj). Točan broj dodijeljenih odlikovanja je nepoznat, jer su pruske arhive uništene tijekom Drugog svjetskog rata. Previše dodjeljivanja ovog odlikovanja je uništilo ugled i vrijednost Željeznog križa. Najpoznatiji nositelj Željeznog križa I. stupnja iz 1914. je zasigurno Adolf Hitler. Bilo je rijetko i neobično da dočasnici nose visok stupanj Željeznog križa, Hitler je imao čin narednika (odgovara njemačkom činu Gefreiter). Lako se može primijetiti da je nositelj toga odlikovanja, jer ga je isticao na skoro svim svojim slikama i fotografijama. Nosao ga je na lijevoj strani prsiju.

## Drugi svjetski rat
Adolf Hitler osnovao je Željezni križ s brojem 1939., nastavljajući tradiciju. Utemeljen je na proglasu (Reichsgesetzblatt I S. 1573) 1. rujna 1939. Verordnung über die Erneuerung des Eisernen Kreuzes (Regulacija obnavljanja Željeznog križa). Željezni križ u Drugom svjetskom ratu dijeljen je u tri glavne kategorije, između najnižeg stupnja - Željezni križ II. stupnja i najvišeg stupnja - Veliki križ željeznog križa. Viteški križ zamijenjen je pruskim Pour le Mérite ili popularno "Plavi Max". Vrpca Željeznog križa (II. stupnja i Viteški križ) bila je drugačija za razliku ranije vrpce. U sredini se nalazila, umjesto crne, crvena boja (crna i bijela su boje Prusije, dok su crna, bijela i crvena boje Njemačke). Hitler je osnovao i Križ za ratne zasluge kao zamjenu za mirodobni Željezni križ.

### Željezni križ
Osnovna podjela Željeznog križa iz 1939. je bila ovakva:
- Željezni križ II. stupnja (Eisernes Kreuz 2. Klasse)
- Željezni križ I. stupnja (Eisernes Kreuz 1. Klasse)

Željezni križ je uglavnom dodjeljivan za hrabrost u borbi i za druge doprinose u okružju borbe.
Željezni križ II. stupnja nosao se s vrpcom na tri načina:
- Ispod drugog gumba haljete.
- U svečanoj uniformi istican je zasebno ili je bio s drugim medaljama na vrpcama.
- Svakodnevno se nosao ispod drugog gumba haljete.

Željezni križ I. stupnja se zakačivao i bio je bez vrpce i nošen je na džepu ispod prsa te na svakodnevnim i svečanim uniformama. Zahtjev za dodjelu je bio taj da se već otprije moralo biti nositelj Željeznog križa II. stupnja.
Ustanovljeno je da je u Drugom svjetskom ratu dodijeljeno 750 000 Željeznih križeva II. stupnja i 300 000 Željeznih križeva I. stupnja. Željezni križ I. stupnja dodijeljen je dvjema ženama, jedna je bila pokusni pilot Hanna Reitsch. Dva židovska časnika u Finskoj vojsci i jedna žena Lotta Svärd su trebali biti nositelji Željeznog križa, no odbili su odlikovanje.

### Viteški križ željeznog križa
Viteški križ željeznog križa (Ritterkreuz des Eisernen Kreuzes, ili jednostavnije Ritterkreuz) dodijeljivan je za izuzetnu hrabrost u borbi i na bojnom polju ili uspješno vodstvo u bitci. Viteški križ dodijeljivan je u pet stupnjeva:
- Viteški križ željeznog križa (Ritterkreuz des Eisernen Kreuzes)
- Viteški križ željeznog križa s hrastovim lišćem (Ritterkreuz des Eisernen Kreuzes mit Eichenlaub)
- Viteški križ željeznog križa s hrastovim lišćem i mačevima (Ritterkreuz des Eisernen Kreuzes mit Eichenlaub und Schwertern)
- Viteški križ željeznog križa s hrastovim lišćem, mačevima i dijamantima (Ritterkreuz des Eisernen Kreuzes mit Eichenlaub, Schwertern und Brillanten)
- Viteški križ željeznog križa sa zlatnim hrastovim lišćem i mačevima i dijamantima (Ritterkreuz des Eisernen Kreuzes mit Goldenem Eichenlaub, Schwertern und Brillanten)

Ukupno je dodijeljeno 7 313 Viteških križeva, od toga 883 s hrastovim lišćem ; 160 s hrastovim lišćem i mačevima (uključujući i japanskog admirala Isoroku Yamamotoa); 27 s hrastovim lišćem, mačevima i dijamantima; i jedan sa zlatnim hrastovim lišćem, mačevima i dijamantima (Pukovnik (Oberst) Hans-Ulrich Rudel).

#### Vojnici odlikovani Viteškim križem s hrastovim lišćem, mačevima i dijamantima

##### Piloti
- Pukovnik (Oberst) Werner Mölders (15. srpnja 1941.)
- General-poručnik (Generalleutnant) Adolf Galland (28. veljače 1942.)
- Pukovnik (Oberst) Gordon M. Gollob (3. kolovoza 1942.)
- Satnik (Hauptmann) Hans-Joachim Marseille (3. rujna 1942.)
- Pukovnik (Oberst) Helmut Lent (7. srpnja 1944.)
- Bojnik (Major) Heinz-Wolfgang Schnaufer (14. listopada 1944.)
- Bojnik (Major) Walter Nowotny (19. listopada 1943.)
- Pukovnik (Oberst) Hans-Ulrich Rudel (dijamanti: 29. ožujka 1944., zlatno hrastovo lišće: 1. srpnja 1945.)
- Bojnik (Major) Erich Hartmann (8. kolovoza 1944.)
- Pukovnik (Oberst) Hermann Graf (16. rujna 1942.)

Reichsmarschall Hermann Göring nikada nije bio nositelj dijamanata. Bio je prvi od vojnika koji su dobili Viteški križ iz 1939., i nositelj Velikog križa željeznog križa, kojeg je dobio 1940.

##### Podmornički kapetani
Podmornički kapetani Njemačke ratne mornarice (Kriegsmarine):
- Kapetan (Kapitän zur See) Wolfgang Lüth (11. kolovoza 1943.)
- Kapetan fregate (Fregattenkapitän) Albrecht Brandi (21. studenoga 1944.)

##### Feldmaršali
Feldmaršali (Generalfeldmarschall):
- Erwin Rommel (11. ožujka 1943.)
- Albert Kesselring (19. srpnja 1944.)
- Walter Model (17. kolovoza 1944.)
- Ferdinand Schörner (1. siječnja 1945.)

##### Generali i državni činovnici
- General-bojnik (Generalmajor) Adelbert Schulz (9. siječnja 1944.)
- Waffen-SS General-poručnik (SS-Obergruppenführer) Herbert Otto Gille (19. rujna 1944.)
- General-poručnik (General der Fallschirmtruppe) Hermann-Bernhard Ramcke (19. rujna 1944.)
- General-poručnik (Generalleutnant) Theodor Tolsdorff (18. ožujka 1945.)
- General-poručnik (Generalleutnant) Dr. Karl Mauss, DDS (15. travnja 1945.)
- General-poručnik (General der Panzertruppe) Dietrich von Saucken (8. svibnja 1945.))
- General-poručnik (General der Panzertruppe) Hermann Balck (31. kolovoza 1944.)
- General-poručnik (General der Panzertruppe) Hasso von Manteuffel (18. veljače 1945.)
- General-poručnik (Generalleutnant) Hyazinth Graf Strachwitz von Gross-Zauche und Camminetz (15. travnja 1944.)
- Waffen-SS General (SS-Oberstgruppenführer) Sepp Dietrich (6. kolovoza 1944.)
- General-pukovnik (Generaloberst) Hans-Valentin Hube (20. travnja 1944.)

### Veliki križ željeznog križa (1939.)
Veliki križ nosan je isto kao i Viteški križ. Jedini nositelji Velikog križa tijekom Drugog svjetskog rata bili su Reichsmarschall Hermann Göring, koji je odlikovan 19. srpnja, 1940. Medalja ima izgled uvećanoga Viteškog križa. Veliki križ imao je sva obilježja kao Viteški križ, ali je bio mnogo veći. Ciljano je da Veliki križ ima obrube od zlata, ali su obrubi promijenjeni u srebrne prije nego što je odlikovanje predstavljeno.
Veliki križ nošen je na 57 milimetarskoj ogrlici od svile istih boja kao i kod Viteškog križa i Željeznog križa II. stupnja. Kutija odlikovanja je bila crvena sa zlatno obojanim orlom i svastikom.
Veliki križ bio je nagrada za hrabrost. Primali su ga samo generali, odnosno admirali "za važne strateške odluke koje su promijenile tijek rata". Göring je odlikovan Velikim križem za svoje zapovjedništvo nad Luftwaffeom tijekom uspješne kampanje 1940. u vrijeme Bitke za Francusku (istovremeno je promaknut u čin Reichsmarschalla Velikog Njemačkog Reicha).
Izvorni Veliki križ dodijeljen je Göringu (od Hitlera osobno) uništen je tijekom zračnog napada u Belinu dok se Göring vraćao kući. Göring je imao dodatne kopije odlikovanja, jednu od njih je nosao i 1945. kad se predavao Saveznicima.
Katkada se na osobnim fotografijama Göring može vidjeti dok nosi Pour le Mérite, Viteški križ i Veliki križ oko vrata istovremeno.

### Veliki križ željeznog križa s Danicom (1939.)
Veliki križ željeznog križa s Danicom (također zvan Željezni križ sa zlatnim zrakama) je bilo odlikovanje koje je bilo namijenjeno da se nosi kao i Željezni križ I. stupnja (Zakačen o prsa).  Kao i Veliki križ ovo je odlikovanje dodjeljivano za hrabrost. Ideja je bila da se dodijeli najuspješnijem generalu u Drugom svjetskom ratu, ali to se nije dogodilo jer je Reich prestao postojati odmah nakon poraza.
Prvi Veliki križ s Danicom je dodijeljen Gebhardu von Blücheru za pobjedu nad Napoleonom u Bitki kod Waterlooa 1815. Odlikovanje se nazivalo i Blücherstern (Blücherova zvijezda). Drugo dodjeljivanje ovog odlikovanja pripalo je Paulu von Hindenburgu za njemačku pobjedu nad Britancima u njemačkim napadima od ožujka do travnja 1918. Veliki križ željeznog križa s Danicom je napravljen i u vrijeme Drugog svjetskog rata, kao prototip, ali nitko nije odlikovan. Jedini primjerak nađen je među savezničkim okupacijskim snagama poslije rata i darovan je West Pointu, američkoj vojnoj akademiji kao vojna kolekcija. Vjeruje se da je Reichsmarschall Hermann Göring bio jedan od mogućih dobitnika ovog odlikovanja. Dizajn je zasnovan na temelju Velikog križa Željeznog križa s Danicom iz 1914., s izmijenjenom godinom 1939.

## Dodatci Željeznom križu
Časnici nagrađeni Željeznim križem su dobivali dodatne nagrade uz Željezni križ, kao prsten Željeznog križa ili odjeću tog reda, tj. tog odlikovanja. Tijekom doba nacizma dodjeljivano je još više dodatnih nagrada, za primjer, časnik koji je bio nositelj Željeznog križa II. i I. stupnja, te Viteškog križa i reda s hrastovim lišćem i mačevima mogao je nositi bedž s tri Željezna križa s uvećanom svastikom.

## Poslije Drugog svjetskog rata
Njemački zakoni danas zabranjuju svastiku, tako da je 1957. Zapadna Njemačka odobrila zamjenu svastike Željeznog križa s grančicom orahova lišća, slično kao Željezni križ iz 1813., 1870., i 1914., a mogli su ga nositi dobitnici u Drugom svjetskom ratu. Zakon iz 1957. odobrio je nošnju i drugih denaciziranih odlikovanja (osim onih koji su izravno vezani za NSDAP, na primjer Medalja za dugu službu, ili ona koja su dodjeljivana za širenje Trećeg Reicha, kao Medalja za Anschluss, anektiranje Sudeta i Memela).
Budući da su njemačke oružane snage ponovo postale aktivne, prvo na Kosovu, a zatim u Afganistanu, dogodilo se to da su oživjeli Željezni križ i druga odlikovanja, jer Njemačka nije imala odlikovanja za ratna stanja. U 2007., data je peticija njemačkom parlamentu da se obnovi Željezni križ s 5 000 potpisa. 
Na 10. listopad 2008., Njemačka vlada osmislila je "Bundeswehrov križ za hrabrost" koji je izgledao kao Željezni križ, također dodijeljivan za hrabrost, dok je Križ za hrabrost zlatne boje za razliku od Željeznog križa koji je bio crne boje.
Željezni križ rabljen je kao znak Njemačke vojske do 1951., kada je zamijenjen Grčkim križem. Međutim, 1. listopada 1956. predsjednik Savezne Republike Njemačke, Theodor Heuss, dao je upute da se Željezni križ koristi kao znak Bundeswehra (Oružane snage Zapadne Njemačke). Danas, nakon njemačkog ujedinjenja, pojavljuje se u plavim i sivim bojama kao znak novog Bundeswehra. Ovaj znak ne zamjenjuje tradicionalni Željezni križ, međutim, može biti pronađen na oklopnim vozilima, tenkovima, brodovima i zrakoplovima.
Prema legendi, kad se Quadriga, božica mira, vratila iz Pariza poslije pada Napoleona, božica je obnovila vrh berlinških Brandenburških vrata. Željezni križ je umetnut u njezina prsa, čineći je Victoriom, božicom pobijede.[nedostaje izvor]

## Vanjske poveznice
- Povijest i značenje Željeznog križa  Arhivirana inačica izvorne stranice od 28. lipnja 2015. (Wayback Machine)
- Arhivirana inačica izvorne stranice od 25. svibnja 2015. (Wayback Machine)
- Arhiv i memorijalni centar odlikovanja  Arhivirana inačica izvorne stranice od 15. siječnja 2009. (Wayback Machine)
- Arhivirana inačica izvorne stranice od 18. siječnja 2021. (Wayback Machine)
- Njemačko ministarstvo obrane (BMVg) o Željeznom križu.

1. ↑  Željezni križ I. stupnja
2. ↑  @ALEX Österreichische Nationalbibliothek Reichsgesetzblatt Teil I S. 1573; 1. rujna 1939.
3. ↑  Stephen Previtera, Željezno vrijeme, str. 322
4. ↑  Juutalaiset Suomen Armeijassa (finski). Inačica izvorne stranice arhivirana 19. siječnja 2005. Pristupljeno 15. studenoga 2008. journal zahtijeva |journal= (pomoć)